# Gewürztraminer
Gewürztraminer (Tysk: [ɡəˈvʏɐ̯tstʁaˈmiːnɐ]) er en aromatisk druesort, der oprindeligt stammer fra Tramino i Italien. Den anvendes i hvidvine og fungerer bedst i køligere klimaer. "Gewürz" betyder "urt" eller "krydderi" på tysk. På fransk skrives Gewurtztraminer uden omlyd. Gewürztraminer er en sort med en lyserød til rød grundfarve, hvilket gør den til en "hvidvindrue" i modsætning til de blå "rødvindruer". Sorten har et højt naturligt sukkerindhold, og vinene er hvide og normalt tørre med en flamboyant aroma.  Tørre gewurztraminere (som mange i Alsace) kan også have aroma af roser, passionsfrugt og blomster. Det er ikke ualmindeligt at mærke fine bobler på glassets inderside.